# Pualas
Pualas ist eine philippinische Stadtgemeinde in der Provinz Lanao del Sur. Sie hat 12.866 Einwohner (Zensus 1. August 2015). Im südlichen Gemeindegebiet liegt der Dapao-See.

## Baranggays
Pualas ist politisch in 23 Baranggays unterteilt.
| - Badak - Bantayan - Basagad - Bolinsong - Boring - Bualan - Danugan - Dapao - Diamla - Gadongan - Ingud - Linuk | - Lumbac - Maligo - Masao - Notong - Porug - Romagondong - Tambo (Pob.) - Tamlang - Tuka - Tomarompong - Yaran |